# Whitehouse.gov
Whitehouse.gov est le site web officiel de la Maison-Blanche, résidence officielle et bureau du président des États-Unis, et est détenu par le gouvernement des États-Unis. Lancé en octobre 1994, il publie des informations sur l'histoire officielle américaine, de la Maison Blanche ainsi que des informations sur les affaires courantes menées par le président des États-Unis : conférences de presse, proclamations, ordres présidentiels et discours prononcés à la radio.

## Archivage
La responsabilité du site incombe au gouvernement en place. Pour cette raison, il est complètement reconstruit lorsqu'un nouveau président est en poste et sa structure de navigation est souvent incohérente d'un gouvernement à l'autre. Le site de l'administration Obama a remplacé le site de l'administration Bush seulement quelques minutes après la prestation de serment comme président de Barack Obama.
Les sites des précédentes présidences sont archivés par la NARA (National Archives and Records Administration, les archives nationales des États-Unis) et consultables en ligne sur le site de la NARA et sur les sites des bibliothèques présidentielles, dont elle a la gestion, des anciens présidents américains.

## Pastiches
Il existe des versions pastiches du site ou des détournements de flux. On peut notamment citer le site whitehouse.com qui était à l'origine un site de divertissement politique pour adulte qui est  apparu en 1997, ou également le site whitehouse.org qui était une parodie du site officiel et qui dénigrait non seulement l'administration Bush, mais également la famille présidentielle et les proches du président. Ce dernier site a été arrêté et archivé (whitehouse.georgewbush.org) après la fin de la présidence de George W. Bush.